# Lycaena standfussi
Lycaena standfussi är en fjärilsart som beskrevs av Grum-grshimailo 1891. Lycaena standfussi ingår i släktet Lycaena och familjen juvelvingar. Inga underarter finns listade i Catalogue of Life.